# Cliniodes glaucescens
Cliniodes glaucescens là một loài bướm đêm trong họ Crambidae.